# Hollow Existence
Hollow Existence è il primo EP del gruppo progressive metalcore australiano Northlane, pubblicato il 17 gennaio 2010. L'EP è stato ripubblicato dalla UNFD il 30 novembre 2013 dopo che alla band, per questioni legali, è stato impedito di venderlo. Questo è l'unica registrazione dove appare il batterista originale della band Brendan Derby.

## Tracce
1. Hollow – 3:55
2. Keymaker – 3:53
3. Set in Stone – 3:58
4. All Seeing Eye – 3:26
5. Metamorphosis – 4:38
6. The Deadmines – 3:49

## Formazione
- Adrian Fitipaldes – voce
- Jon Deiley – chitarra solista
- Josh Smith – chitarra ritmica
- Simon Anderson – basso
- Brendan Derby – batteria